# Hermann-Billung-Wanderweg
Koordinaten: 52° 55′ 2,6″ N, 9° 13′ 40,8″ O
Der Hermann-Billung-Wanderweg oder auch Hermann-Billung-Weg ist ein 145 km langer Fernwanderweg. Er führt in Ost-West-Richtung von Lauenburg nach Verden (Aller). Er wurde nach Hermann Billung Markgraf, Herzog und Stellvertreter des Sachsenkönigs Otto I. benannt. Dieser Wanderweg wird vom Wanderverband Norddeutschland betreut.

## Wegverlauf
Der Hermann-Billung-Wanderweg geht vom Bahnhof in Lauenburg direkt über die Elbe und verlässt so bereits nach wenigen Metern Schleswig-Holstein in Richtung Niedersachsen. Der Wanderweg geht einige Meter dem südlichen Elbdeich entlang und folgt dann dem Elbe-Seitenkanal, vorbei am Naturschutzgebiet Bennerstedt und dem Naturschutzgebiet Fehlingsbleck bis zum Schiffshebewerk Lüneburg in Scharnebeck. Hinter dem Kloster Lüne mit seinem Textilmuseum geht der Wanderweg, am Bahnhof Lüneburg vorbei, in die historische Altstadt von Lüneburg mit seinem Alten Kran. Wenige Meter abseits des Wanderweges befinden sich das Deutsche Salzmuseum, Naturmuseum Lüneburg sowie die Kirchen St. Michaelis, St. Johannis und St. Nicolai. In der Lüneburger Innenstadt besteht Anschluss an den Jakobsweg Via Scandinavica sowie am Lüneburger Kalkberg an den Jakobusweg nach Wilsede, den Kultur-Findlinge Wanderweg und den Pastor Bode Wanderweg. Weiter entlang des Naturschutzgebiets Hasenburger Bachtal über Wald- und Wiesenwege geht es nach Amelinghausen. Dort besteht Anschluss an den Heidepuzzle Wanderweg, den Kultur-Findlinge Wanderweg und den Pastor Bode Wanderweg. Durch das Naturschutzgebiet Söhlbruch, vorbei an der Kirche Ole Kerk kreuzt der Hermann-Billung-Wanderweg in Bispingen den Europäischen Fernwanderweg E1 sowie den Heidschnuckenweg. Ab Bispingen folgt der Weg dem Oberlauf der Luhe, am Abenteuerspielplatz Bispingen vorbei, bis zur Luhequelle. Weiter durch das große Waldgebiet Kamerun führt der Wanderweg durch Stübeckshorn, kreuzt die Autobahn 7 und führt durch Oeningen zur Soltau-Therme in Soltau. Hier kreuzt der Hermann-Billung-Wanderweg erneut den Wanderweg E1, den Heidschnuckenweg, den Jakobsweg Lüneburger Heide sowie den Freudenthalweg. Ein paar Meter abseits vom Weg befindet sich der Bahnhof Soltau, das Heimatkundemuseum Soltau und das Spielzeugmuseum Soltau. Durch die Riensheide führt der Wanderweg am Schäferhof Neuenkirchen vorbei nach Neuenkirchen. Über den Höllenberg führt der Wanderweg zur Quelle der Vissel und der St.-Johannis-Kirche in Visselhövede. Entlang des Lehrdetal geht der Wanderweg zur St.-Georg-Christophorus-Jodokus-Kirche in Stellichte. Auf der Brücke über die Lehrde trifft der Wanderweg nochmal den Freudenthalweg, verläuft entlang des Naturschutzgebiet Verdener Moor und kreuzt ein paar Kilometer später die Autobahn 27. Der Wanderweg folgt dem Gohbach bis zur historischen Eitzer Wassermühle in Eitze. Am Ufer der Aller entlang, dem Fachwerkhaus Strukturstraße 7 vorbei, endet der Hermann-Billung-Wanderweg am Dom zu Verden in der historischen Altstadt von Verden. Etwa 800 m vom Domplatz entfernt liegt der Bahnhof Verden an dem auch Anschluss zum Freudenthalweg besteht.

## Zustand des Wanderweges
Die Wegekennzeichnung, zum Stand im Jahre 2011, in Ost-West-Richtung von Lauenburg nach Verden ist gut bis mittelmäßig. Vereinzelt ist eine Karte vonnöten, um dem Wegverlauf zu folgen. In der West-Ost-Richtung von Verden nach Lauenburg ist die Beschilderung nur mittelmäßig und an mehreren Kreuzungen wird eine Karte benötigt, um dem Wegverlauf zu folgen.
Der 145 km lange Weg besteht laut OpenStreetMap aus:
- 14 km (10 %) schmalen Trampelpfaden
- 65 km (45 %) Wald- und Wiesenwegen
- 53 km (36 %) asphaltierten Wegen / Dorfstraßen
- 13 km (9 %) Landstraßen mit Fußweg.

## Bilder vom Wanderweg

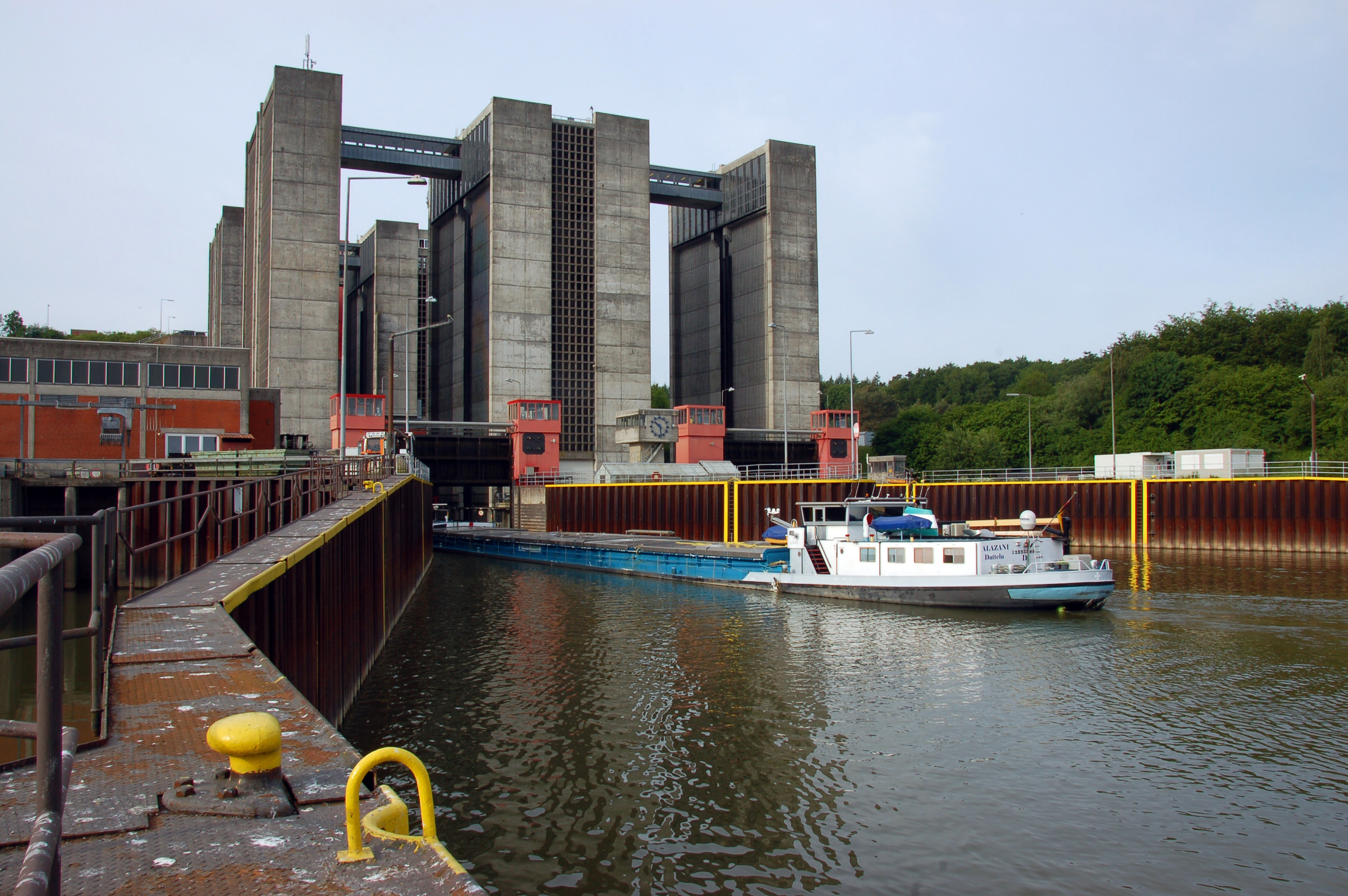
Schiffshebewerk Lüneburg
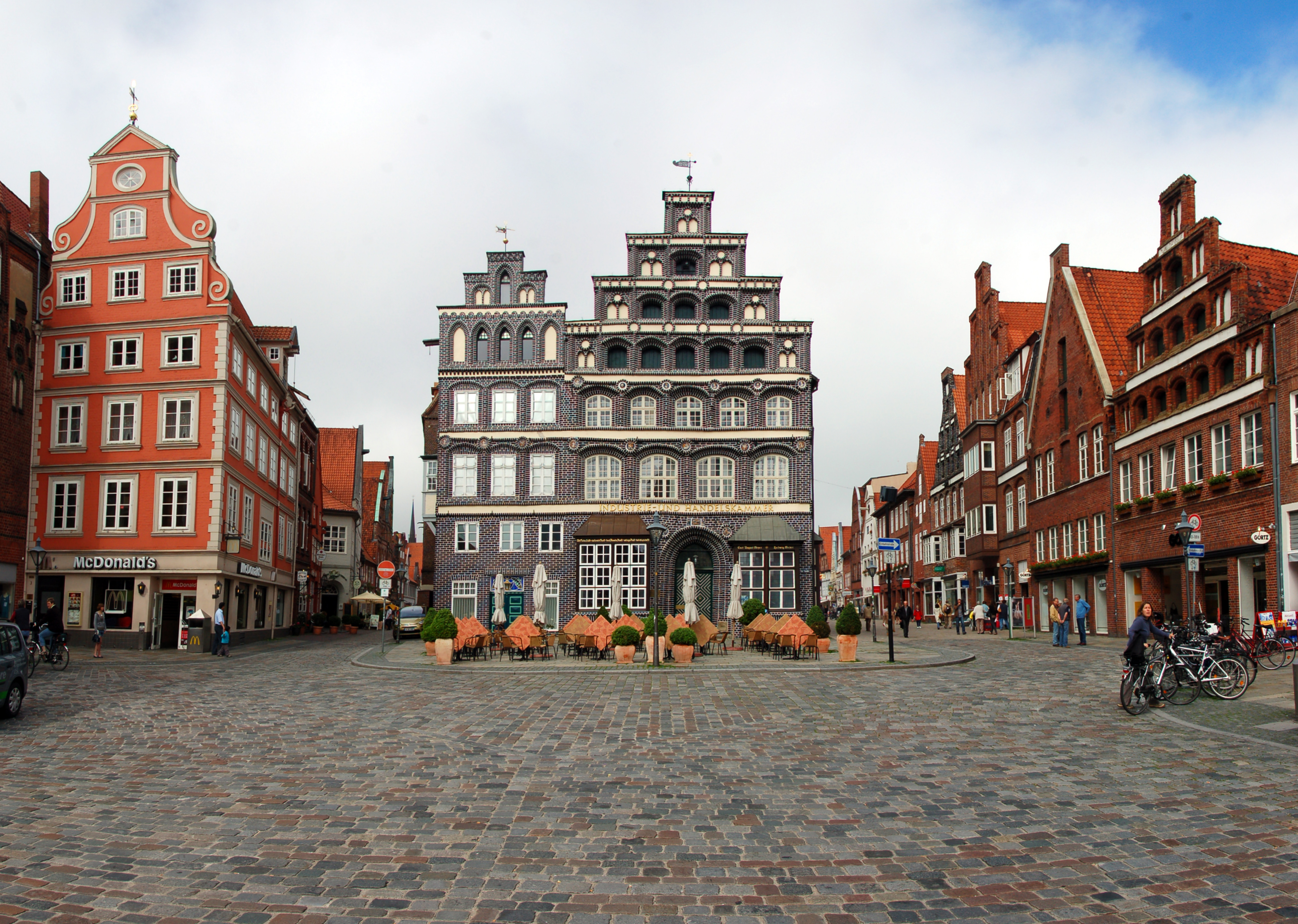
Lüneburger Altstadt
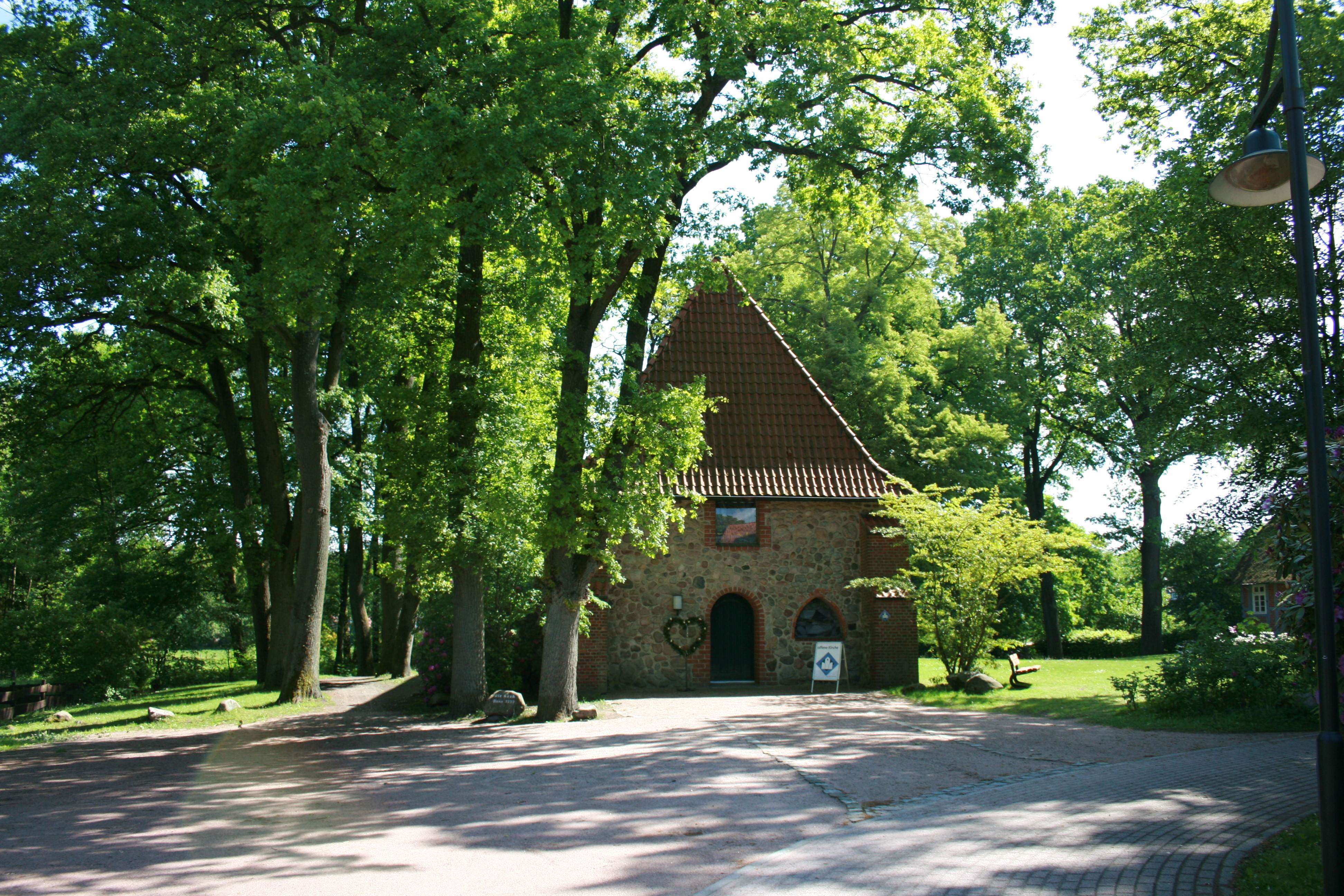
Ole Kerk in Bispingen